# 栅格设计

國際主義设计頁面

栅格设计系统（又称网格设计系统、标准尺寸系统、程序版面设计、瑞士平面设计风格、国际主义平面设计风格），是一种平面设计的方法与风格。运用固定的格子设计版面布局，其风格工整简洁，在二战后大受欢迎，已成为今日出版物设计的主流风格之一。

## 历史

### 字体设计
1629年，法王路易十四命令成立一个管理印刷的皇家特别委员会，由数学家尼古拉斯·加宗（Nicolas Jaugeon）担任领导。委员会提出了新字体设计建议：以罗马体为基础，采用方格为设计依据，每个字体方格分为64个基本方格单位，每个方格单位再分成36小格，这样，一个印刷版面就由2304个小格组成。这是世上最早对字体和版面进行科学实验的活动。也是栅格系统的雏形。
其实早在1539年就有字体设计专家乔佛雷·托利（Geoffroy Tory）采用类似的方法设计字体。

### 版式设计
1919年德国著名建筑家沃尔特·格罗佩斯（Walter Gropius）在魏玛建立国立包豪斯学院。包豪斯的平面设计基本是在荷兰“风格派”和俄国“构成主义”的影响下形成的。因此，具有高度理性化、功能化、简单化、减少主义化和几何形式化的特点。
1928年，朱斯特·施密特（Joost Schmidt）发展出了一套新的理性设计系统和方法。
20世纪50年代，栅格设计系统终于在前西德与瑞士得到完善。通过瑞士平面设计杂志的宣传，将瑞士苏黎士和巴塞尔两个城市的设计家从20世纪40年代探索的成果全面展示，并影响世界各国，因此也被称为“瑞士平面设计风格”（Swiss Design）。由于这种风格简单明确，传达功能准确，因而很快得到世界范围内的普遍认可，成为战后影响最大的一种平面设计风格，也是国际最流行的风格，因此又被称为“国际主义平面设计风格”（International Typographic Style）。
1965年，在美国的芝加哥成立了一家新的平面设计公司——尤尼马克设计公司（Unimark），主要设计人员包括有拉尔夫·依克斯特朗姆（Ralph Eckerstrom）、詹姆斯·佛格曼（James Fogleman）、马西莫·维格涅里（Massimo Vignelli，1934-）等。尤尼马克设计公司的设计思想基本是国际主义的：强调平面设计上的标准化，采用方格网络为设计依据，目的是良好的视觉传达功能。这家公司发展很快，不久就成为一家拥有402名工作人员、在全世界设有48个设计事务所的大型国际设计公司。国际主义平面设计在这家公司的业务中得到很大的成功，而企业的规模又使得这个风格在世界各地得到进一步推广。
现在，大多数平面设计软件都有“网格”功能。

### 网页设计
万维网联盟发布的CSS Grid Layout Module Level 1制定了二维的基于网格的布局体系。
Bootstrap CSS框架也有自己的网格的布局体系。

## 特征与原则
栅格设计的特点是重视比例、秩序、连续感和现代感。
以及对存在于版面上的元素进行规划、组合、保持平衡或者打破平衡，以便让信息可以更快速、更便捷、更系统和更有效率的读取；另外最重要的一点是，负空间的规划（即：留白）也是栅格系统设计当中非常重要的部分。

## 相关书籍
- 设计几何学——关于比例与构成的研究，（美）伊拉姆（Elam,k.），李乐山 译，中国水利水电出版社，2004年7月。ISBN 9787508415628
- 栅格系统与版式设计，（美）伊拉姆（Elam,k.），王昊 译，上海人民美术出版社，2006年，ISBN 9787532245345
- 书籍设计，（英）安德鲁·哈斯拉姆（Andrew Haslam），钟晓南 译，中国青年出版社，2007年，ISBN 978-7-5006-7531-0
- 中文期刊版式全攻略，王阳，北京理工大学出版社，2006年，ISBN 9787564006938